# Partidos amistosos de preparación de los equipos participantes en la Copa Mundial de Fútbol de 2010
En los meses previos a la Copa Mundial de Fútbol de 2010, los 32 equipos participantes realizaron una serie de partidos amistosos como preparación para el torneo disputado en Sudáfrica entre el 11 de junio y el 11 de julio de 2010.
| Fecha               | Lugar                  |                 |  | Resultado |  |                        |
| ------------------- | ---------------------- | --------------- |  | --------- |  | ---------------------- |
| 2 de marzo de 2010  | Londres                | Irlanda         |  | 0:2       |  | Brasil                 |
| 3 de marzo de 2010  | París                  | Francia         |  | 0:2       |  | España                 |
| 3 de marzo de 2010  | Ámsterdam              | Países Bajos    |  | 2:1       |  | Estados Unidos         |
| 3 de marzo de 2010  | Múnich                 | Alemania        |  | 0:1       |  | Argentina              |
| 3 de marzo de 2010  | Pasadena               | Nueva Zelanda   |  | 0:2       |  | México                 |
| 3 de marzo de 2010  | Žilina                 | Eslovaquia      |  | 0:1       |  | Noruega                |
| 3 de marzo de 2010  | Londres                | Costa de Marfil |  | 0:2       |  | Corea del Sur          |
| 3 de marzo de 2010  | Viena                  | Austria         |  | 2:1       |  | Dinamarca              |
| 3 de marzo de 2010  | Montecarlo             | Italia          |  | 0:0       |  | Camerún                |
| 3 de marzo de 2010  | Durban                 | Sudáfrica       |  | 1:1       |  | Namibia                |
| 3 de marzo de 2010  | Abuya                  | Nigeria         |  | 5:2       |  | R. D. Congo            |
| 3 de marzo de 2010  | Estambul               | Turquía         |  | 2:0       |  | Honduras               |
| 3 de marzo de 2010  | Volos                  | Grecia          |  | 0:2       |  | Senegal                |
| 3 de marzo de 2010  | Londres                | Inglaterra      |  | 3:1       |  | Egipto                 |
| 3 de marzo de 2010  | St. Gallen             | Suiza           |  | 1:3       |  | Uruguay                |
| 3 de marzo de 2010  | Maribor                | Eslovenia       |  | 4:1       |  | Catar                  |
| 6 de marzo de 2010  | Puerto La Cruz         | Venezuela       |  | 2:1       |  | Corea del Norte        |
| 17 de marzo de 2010 | Torreón                | México          |  | 2:1       |  | Corea del Norte        |
| 24 de marzo de 2010 | Charlotte              | México          |  | 0:0       |  | Islandia               |
| 31 de marzo de 2010 | Temuco                 | Chile           |  | 0:0       |  | Venezuela              |
| 31 de marzo de 2010 | Asunción               | Paraguay        |  | 1:1       |  | Sudáfrica              |
| 7 de abril de 2010  | Osaka                  | Japón           |  | 0:3       |  | Serbia                 |
| 21 de abril de 2010 | San Pedro Sula         | Honduras        |  | 0:1       |  | Venezuela              |
| 22 de abril de 2010 | Taunusstein            | Sudáfrica       |  | 0:0       |  | Corea del Norte        |
| 28 de abril de 2010 | Offenbach del Meno     | Sudáfrica       |  | 2:0       |  | Jamaica                |
| 5 de mayo de 2010   | Cutral Co              | Argentina       |  | 4:0       |  | Haití                  |
| 5 de mayo de 2010   | Iquique                | Chile           |  | 2:0       |  | Trinidad y Tobago      |
| 7 de mayo de 2010   | Nueva Jersey           | México          |  | 0:0       |  | Ecuador                |
| 10 de mayo de 2010  | Chicago                | México          |  | 1:0       |  | Senegal                |
| 13 de mayo de 2010  | Aquisgrán              | Alemania        |  | 3:0       |  | Malta                  |
| 13 de mayo de 2010  | Houston                | México          |  | 1:0       |  | Angola                 |
| 13 de mayo de 2010  | Nyon                   | Paraguay        |  | 1:0       |  | Corea del Norte        |
| 16 de mayo de 2010  | Ciudad de México       | México          |  | 1:0       |  | Chile                  |
| 16 de mayo de 2010  | Seúl                   | Corea del Sur   |  | 2:0       |  | Ecuador                |
| 16 de mayo de 2010  | Nelspruit              | Sudáfrica       |  | 4:0       |  | Tailandia              |
| 24 de mayo de 2010  | Buenos Aires           | Argentina       |  | 5:0       |  | Canadá                 |
| 24 de mayo de 2010  | Melbourne              | Australia       |  | 2:1       |  | Nueva Zelanda          |
| 24 de mayo de 2010  | Saitama                | Japón           |  | 0:2       |  | Corea del Sur          |
| 24 de mayo de 2010  | Covilhã                | Portugal        |  | 0:0       |  | Cabo Verde             |
| 24 de mayo de 2010  | Johannesburgo          | Sudáfrica       |  | 1:1       |  | Bulgaria               |
| 24 de mayo de 2010  | Londres                | Inglaterra      |  | 3:1       |  | México                 |
| 24 de mayo de 2010  | Altach                 | Grecia          |  | 2:2       |  | Corea del Norte        |
| 25 de mayo de 2010  | Dublín                 | Irlanda         |  | 2:1       |  | Paraguay               |
| 25 de mayo de 2010  | East Hartford          | Estados Unidos  |  | 2:4       |  | República Checa        |
| 25 de mayo de 2010  | Linz                   | Georgia         |  | 0:0       |  | Camerún                |
| 25 de mayo de 2010  | Wattens                | Nigeria         |  | 0:0       |  | Arabia Saudita         |
| 26 de mayo de 2010  | Friburgo               | Países Bajos    |  | 2:1       |  | México                 |
| 26 de mayo de 2010  | Montevideo             | Uruguay         |  | 4:1       |  | Israel                 |
| 26 de mayo de 2010  | Calama                 | Chile           |  | 3:0       |  | Zambia                 |
| 26 de mayo de 2010  | Lens                   | Francia         |  | 2:1       |  | Costa Rica             |
| 27 de mayo de 2010  | Aalborg                | Dinamarca       |  | 2:0       |  | Senegal                |
| 27 de mayo de 2010  | Johannesburgo          | Sudáfrica       |  | 2:1       |  | Colombia               |
| 27 de mayo de 2010  | Villach                | Bielorrusia     |  | 2:2       |  | Honduras               |
| 28 de mayo de 2010  | Dublín                 | Irlanda         |  | 3:0       |  | Argelia                |
| 29 de mayo de 2010  | Budapest               | Hungría         |  | 0:3       |  | Alemania               |
| 29 de mayo de 2010  | Klagenfurt             | Nueva Zelanda   |  | 1:0       |  | Serbia                 |
| 29 de mayo de 2010  | Filadelfia             | Estados Unidos  |  | 2:1       |  | Turquía                |
| 29 de mayo de 2010  | Klagenfurt             | Eslovaquia      |  | 1:1       |  | Camerún                |
| 29 de mayo de 2010  | Innsbruck              | España          |  | 3:2       |  | Arabia Saudita         |
| 30 de mayo de 2010  | Radès                  | Túnez           |  | 1:1       |  | Francia                |
| 30 de mayo de 2010  | Évian-les-Bains        | Paraguay        |  | 2:2       |  | Costa de Marfil        |
| 30 de mayo de 2010  | Chillán                | Chile           |  | 1:0       |  | Irlanda del Norte      |
| 30 de mayo de 2010  | Milton Keynes          | Nigeria         |  | 1:1       |  | Colombia               |
| 30 de mayo de 2010  | Concepción             | Chile           |  | 3:0       |  | Israel                 |
| 30 de mayo de 2010  | Kufstein               | Bielorrusia     |  | 1:0       |  | Corea del Sur          |
| 30 de mayo de 2010  | Graz                   | Japón           |  | 1:2       |  | Inglaterra             |
| 30 de mayo de 2010  | Bayreuth               | México          |  | 5:1       |  | Gambia                 |
| 31 de mayo de 2010  | Polokwane              | Sudáfrica       |  | 5:0       |  | Guatemala              |
| 1 de junio de 2010  | Róterdam               | Países Bajos    |  | 4:1       |  | Ghana                  |
| 1 de junio de 2010  | Covilhã                | Portugal        |  | 3:1       |  | Camerún                |
| 1 de junio de 2010  | Roodepoort             | Australia       |  | 1:0       |  | Dinamarca              |
| 1 de junio de 2010  | Sion                   | Suiza           |  | 0:1       |  | Costa Rica             |
| 2 de junio de 2010  | Winterthur             | Grecia          |  | 0:2       |  | Paraguay               |
| 2 de junio de 2010  | Kufstein               | Serbia          |  | 0:0       |  | Polonia                |
| 2 de junio de 2010  | Zell Am See            | Azerbaiyán      |  | 0:0       |  | Honduras               |
| 2 de junio de 2010  | Harare                 | Zimbabue        |  | 0:3       |  | Brasil                 |
| 3 de junio de 2010  | Fráncfort              | Alemania        |  | 3:1       |  | Bosnia y Herzegovina   |
| 3 de junio de 2010  | Innsbruck              | España          |  | 1:0       |  | Corea del Sur          |
| 3 de junio de 2010  | Bruselas               | Italia          |  | 1:2       |  | México                 |
| 4 de junio de 2010  | Sion                   | Japón           |  | 0:2       |  | Costa de Marfil        |
| 4 de junio de 2010  | Saint-Pierre           | Francia         |  | 0:1       |  | China                  |
| 4 de junio de 2010  | Maribor                | Eslovenia       |  | 3:1       |  | Nueva Zelanda          |
| 5 de junio de 2010  | Ginebra                | Suiza           |  | 1:1       |  | Italia                 |
| 5 de junio de 2010  | Milton Keynes          | Ghana           |  | 1:0       |  | Letonia                |
| 5 de junio de 2010  | Belgrado               | Serbia          |  | 4:3       |  | Camerún                |
| 5 de junio de 2010  | Roodepoort             | Estados Unidos  |  | 3:1       |  | Australia              |
| 5 de junio de 2010  | Sankt Veit an der Glan | Rumania         |  | 3:0       |  | Honduras               |
| 5 de junio de 2010  | Núremberg              | Argelia         |  | 1:0       |  | Emiratos Árabes Unidos |
| 5 de junio de 2010  | Atteridgeville         | Sudáfrica       |  | 1:0       |  | Dinamarca              |
| 5 de junio de 2010  | Bratislava             | Eslovaquia      |  | 3:0       |  | Costa Rica             |
| 5 de junio de 2010  | Ámsterdam              | Países Bajos    |  | 6:1       |  | Hungría                |
| 6 de junio de 2010  | Johannesburgo          | Nigeria         |  | 3:1       |  | Corea del Norte        |
| 7 de junio de 2010  | Dar es Salaam          | Tanzania        |  | 1:5       |  | Brasil                 |
| 8 de junio de 2010  | Johannesburgo          | Portugal        |  | 3:0       |  | Mozambique             |
| 8 de junio de 2010  | Murcia                 | España          |  | 6:0       |  | Polonia                |